# 湖北乘降所
湖北乘降所是位于内蒙古自治区新巴尔虎左旗湖北村的一个铁路乘降所，邮政编码21021。车站建于1901年，2008年关闭，成为乘降所，现仅有两个车次的列车短暂停靠，供旅客乘降，有滨洲铁路经过该站，车站及其上下行区间均未电气化。车站距离哈尔滨站896公里，隶属哈尔滨铁路局，曾是五等站。

## 历史
车站建成后，依照俄国的命名方式命名为“第三号小站”，后被称为摩德那亦站，即俄国人对达兰鄂罗木河的称呼。1920年代中国收回路权后，改名湖北（呼伦湖以北）并沿用至今。2008年8月29日，随着滨洲铁路海拉尔至满洲里的复线竣工而关闭。